# Frontón Fiesta Alegre (calle del Marqués de Urquijo)
El Fiesta Alegre fue un frontón de pelota vasca de la ciudad española de Madrid, inaugurado en 1892 y demolido en el siglo XX.

## Descripción

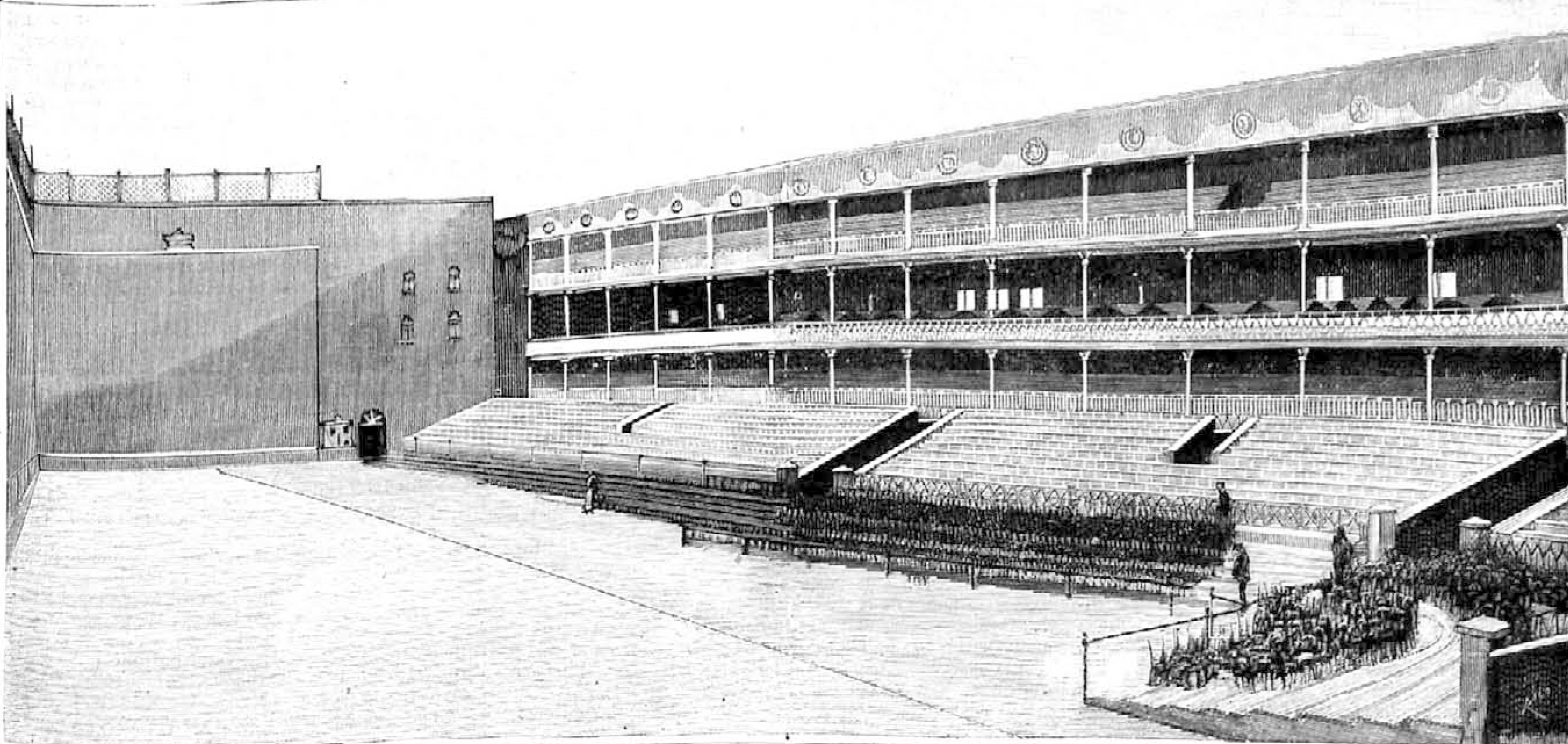
Vista de la cancha y gradas

Ubicado en la esquina formada por las calles del Marqués de Urquijo y de Mendizábal y con una fachada de aspecto neoclásico, el edificio fue inaugurado el 6 de mayo de 1892. Fue proyectado por el arquitecto Francisco Andrés Octavio, autor de los planos y quien dirigió las obras. La primera piedra fue colocada el 14 de septiembre de 1891.
La cancha tenía una longitud de 70 m y una anchura de 11,50 m, contando el recinto con una capacidad total de 5500 espectadores. El inmueble fue propiedad, en su origen, de Vicente Rodríguez y hermano. En 1901 había dejado ya de funcionar como frontón, al haberse transformado en cuartel de la Brigada de Sanidad Militar, situación que continuaba en 1913.